# Devarakotta, Hiriyur
Devarakotta là một làng thuộc tehsil Hiriyur, huyện Chitradurga, bang Karnataka, Ấn Độ.